# Tutankhamon
Nebkheperura Tutankhamon (1341 a.C. circa – 1323 a.C. circa), precedentemente noto come Tutankhaton e conosciuto semplicemente come Tutankhamon, è stato un faraone egizio appartenente alla XVIII dinastia, durante il periodo della storia egiziana noto come Nuovo Regno o talvolta come impero.
La scoperta del 1922 di Howard Carter della tomba quasi intatta di Tutankhamon, i cui scavi furono finanziati da Lord Carnarvon, ricevette ai tempi una copertura mediatica mondiale, suscitando un rinnovato interesse pubblico per l'Antico Egitto, per il quale la maschera funeraria di Tutankhamon, conservata nel Museo Egizio del Cairo, rimane il simbolo più popolare. Esibizioni di reperti provenienti dalla sua tomba hanno compiuto negli anni il giro del mondo.
Il 5 aprile 1923, poco dopo la scoperta della tomba, Lord Carnarvon morì di polmonite al Cairo, senza riuscire a vedere il sarcofago e la maschera d'oro di Tutankhamon, dischiusi solo più tardi. Alcuni giornali scrissero che la morte di Lord Carnarvon era dovuta a una maledizione che colpiva chi disturbasse la mummia. La "notizia" colpì l'immaginazione dell'opinione pubblica in tutto il mondo e si propagò rapidamente. In realtà, Carter e tutti coloro che vennero a contatto con la mummia non ebbero problemi particolari.

## Nomi

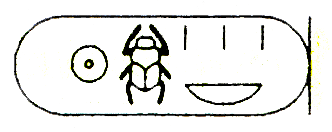
cartiglio del prenome di Tutankhamon (Neb-Kheperu-Ra)

Dodicesimo re della XVIII dinastia, facente parte del cosiddetto Nuovo Regno, è anche noto come "il faraone bambino", essendo assurto al trono in giovanissima età, tra i nove e i dieci anni. La non trascrizione delle vocali nell'antica lingua egizia comporta oggi che il suo nome venga spesso riportato, anche a seconda della lingua, come Tutanchamun, Tutankhamun, Tutankhamen, Tutenkhamen, Tutenkhamon.
Tutankhamon, ovvero "Immagine vivente di Amon", è, nella titolatura regale, il nome del re preceduto dall'epiteto Sa-Ra, ovvero "figlio di Ra". Il suo prenome, quello con cui, di fatto, era maggiormente conosciuto tra i suoi contemporanei, era Neb-Kheperu-Ra.
Precedentemente all'assunzione del trono, durante il periodo dell'eresia amarniana, e antecedentemente alla restaurazione degli dei e del culto di Amon, dovuti allo stesso Tutankhamon, la parte teofora del nome faceva riferimento al dio Aton ed era, pertanto, Tutankhaton.
Sempre in relazione all'individuazione onomastica di questo re, a lui sarebbe correlato il nome Bibkhururyaash, desumibile dalle Gesta di Shuppiluliumash narrate da suo figlio Mursilis II, scritte in cuneiforme, a proposito della richiesta da parte della regina egizia Dahamunzu di un figlio del re Hittita da sposare e porre sul trono d’Egitto. È bene precisare che nessuna lettera in tal senso è stata mai rinvenuta nell'Archivio delle Lettere di Amarna.
Lo scrittore romano, di origine ebraica, Flavio Giuseppe, in un'epitome greca della sua opera, che compendia le Antichità, riporta i nominativi di alcuni re egiziani tratti dall'Aigyptiaká di Manetone. Tra questi è possibile ipotizzare che Tutankhamon sia individuabile in Rahotis che regnò 9 anni. Lo stesso re può essere individuato nel Rathos dell’elenco, sempre derivante da Manetone, di Sesto Giulio Africano.
Da frammenti parietali provenienti dal Palazzo Nord di Amarna (l'antica Akhetaton), rinvenuti nel 1930 dalla Egypt Exploration Society, sembrerebbe infatti evincersi che all'atto dell'assunzione del trono da parte del giovane re, Nefertiti fosse ancora viva giacché i due figurano a bordo di un carro guidato dalla regina con accanto il piccolo Tutankhamon che, tuttavia, già indossa la corona pshent. Pur non essendo iscritti i nominativi dei due personaggi, la regina è riconoscibile per il particolare copricapo a lei solito e rappresentato nel suo busto più famoso, oggi al Pergamonmuseum di Berlino. In altre iscrizioni dallo stesso Palazzo, però, il giovane re viene indicato ancora con il nome teoforo Tutankhaton, anche se contestualmente compare il nome Tutankhamon; quest’ultimo, tuttavia, appartiene a una titolatura incompleta giacché mancano il Nome di Horus e il titolo Le Due Signore, né è ipotizzabile (per posizione o ampiezza del testo) un’abrasione o cancellatura; se ne desume che per i primi anni di regno, Tutankhamon abbia avuto una titolatura monca, completata poi solo successivamente a seguito del trasferimento della Corte da Akhetaton a Tebe. Ritengono alcuni studiosi, da testimonianze indirette, che il re abbia perciò partecipato a due (se non tre) distinte cerimonie di incoronazione:
- la prima ad Akhetaton, nell'immediatezza della successione al predecessore, con il nome di Tutankhaton e la titolatura ancora incompleta (il che giustificherebbe la presenza di Nefertiti nel rilievo sopra menzionato quale garante della titolarità alla successione);
- una seconda (forse) a Menfi, ove la Corte si trasferì intorno all'anno 4° di regno, nel corso della quale venne confermato il nome legato al dio Aton, ovvero Tutankhaton[N 6];
- una terza a Tebe (questa con valore eminentemente religioso), ovvero nel tempio di Karnak dedicato ad Amon[N 7], lontano dalla città eretica di Akhetaton e questa volta con l’assegnazione della titolatura completa e il nome di Tutankhamon.

Le tre cerimonie distinte troverebbero ragion d'essere nella volontà, posta in essere dal Consiglio di reggenza cui Tutankhamon era sottoposto a causa della giovanissima età, di preparare gradatamente il ritorno alle antiche consuetudini politico-religiose, mutate con l'Eresia Amarniana, senza drastici cambi che sarebbero potute essere causa anche di una guerra civile.

## Biografia
Alla morte di Akhenaton sale al trono Smenkhara, re di cui si hanno labili e scarse tracce, il cui regno autonomo dura, molto verosimilmente, meno di un anno. Un'ipotesi vuole tuttavia che sia da individuarsi una possibile coreggenza tra Akhenaton e Smenkhara, ma non tra il secondo e Tutankhamon; prova ne sarebbe l’esistenza attestata ad Akhetaton, stando a rilievi parietali, di una Casa di Smenkhara, mentre non viene citata alcuna Casa di Tutankhamon.

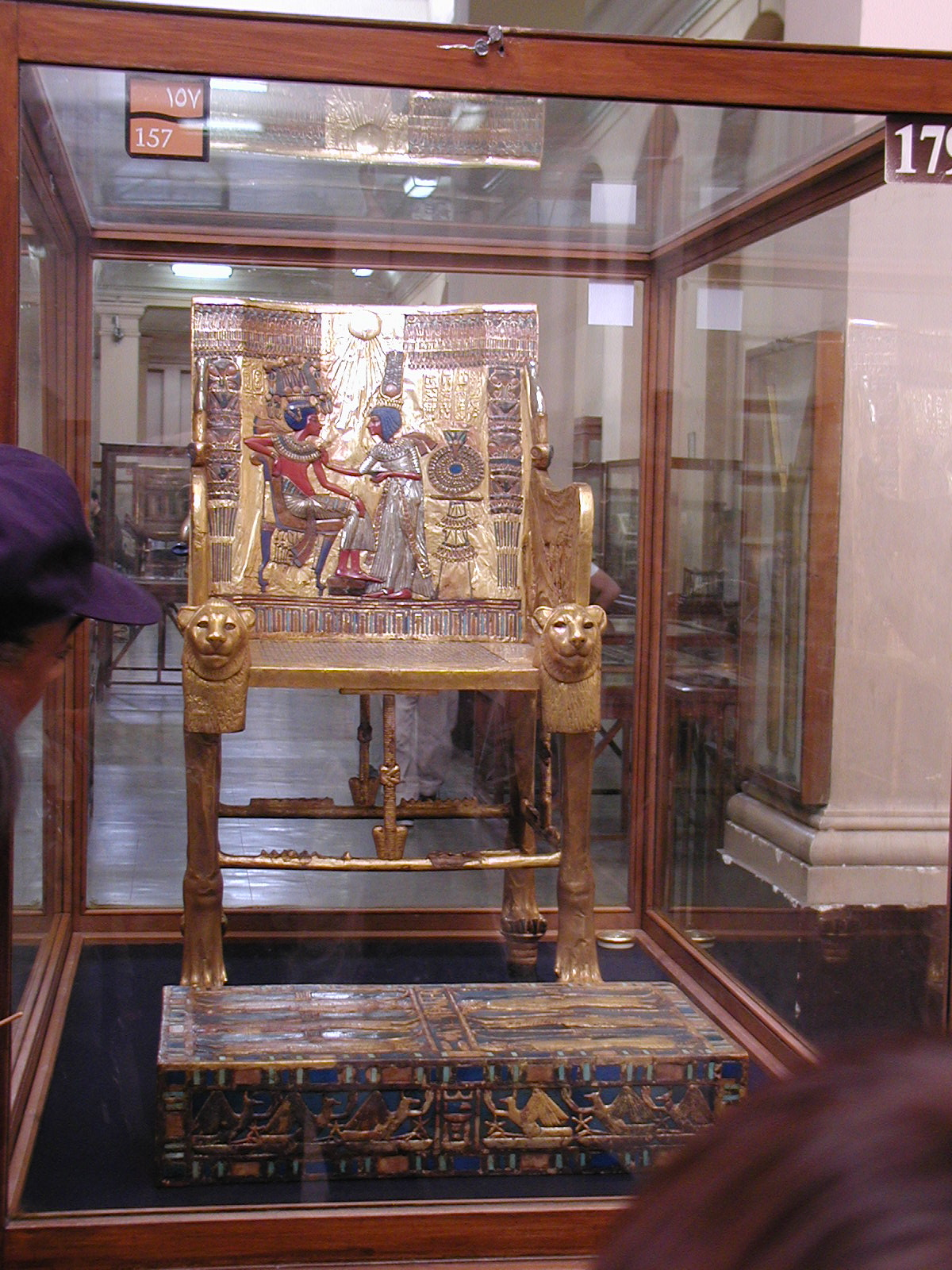
Trono rivestito in oro. Museo egizio del Cairo.

Alla scomparsa di Smenkhara, essendo ancora vigente il culto atoniano, salì al trono il giovanissimo Tutankhamon di 9 o 10 anni. Annosa la questione della genealogia del giovane re: si ipotizzò che fosse figlio di Amenhotep III e della regina Tye, e quindi fratello di Akhenaton, ma anche che potesse essere figlio di Akhenaton e Nefertiti o di quest’ultimo re e di una regina minore, Kiya, o ancora di Akhenaton e della propria figlia Maketaton.
In tal senso sarebbe interpretabile una scena di compianto funebre in una delle sepolture predisposte ad Akhetaton (oggi quasi “illeggibile”) per la famiglia reale e forse destinata a Maketaton (ma altri ipotizzano possa trattarsi della tomba di Kiya). In tale scena infatti, dinanzi al catafalco funebre su cui giace un corpo femminile, sono riconoscibili le figure di Akhenaton e Nefertiti (quest'ultima identificabile per l'alto cappello a cono rovesciato); Akhenaton, in palese costernazione, stringe il polso di Nefertiti quasi cercandone conforto. Accanto ai due personaggi un terzo, evidentemente una balia, regge tra le braccia un bambino ed è affiancata da un portatore di flabello, quasi a voler simboleggiare il livello regale del neonato. Si ipotizza, pertanto, che il fanciullo possa essere Tutankhamon e che la defunta possa esserne la madre, morta per parto, individuabile in Maketaton o Kiya. La balia Maia ebbe presumibilmente un ruolo importante nell'infanzia di Tutankhamon: nella raffinata tomba di questa donna, scoperta nel 1996 a Saqqara, esistono infatti bassorilievi raffiguranti Tutankhamon, già faraone, affettuosamente seduto sulle gambe di Maia che lo accudisce.
Nell'anno 1º o 2º di regno, Tutankhaton, di anni 8-9, sposò Ankhesenpaaton, ovvero Che lei possa vivere per Aton, figlia di Akhenaton, che di anni doveva averne 12-13 essendo nata intorno all'anno 5º o 6º del regno paterno. Nell'imminenza del trasferimento della Corte a Menfi, o immediatamente dopo, i due modificano i propri nomi rispettivamente in Tutankhamon e Ankhesenamon; il re, inoltre, aggiunse alle titolature classiche anche quella di Sovrano di On del sud, con riferimento a Tebe, pur non nominandola espressamente. Si ritiene che tale fu una concessione politica alla casta sacerdotale di Amon a Karnak giacché veniva riconosciuta, sia pur in maniera non esplicita, la preminenza di Tebe e il rinnovo del suo riconoscimento quale capitale del Paese.

### Consiglio di reggenza
Al momento dell'assunzione del trono, data la giovane età e la necessità di procedere, contestualmente, non solo alla "normale" amministrazione dello Stato, ma anche alle funzioni religiose e di capo dell'esercito, al giovanissimo re venne affiancato un Consiglio di Reggenza costituito dal Padre Divino Ay, da Maya, sovrintendente reale e poi sovrintendente della necropoli reale tebana, la Valle dei Re, e da Horemheb, comandante dell'esercito. L'ascendente che Horemheb dovette esercitare su Tutankhamon è documentato da un'iscrizione sul pilastro posteriore di una sua statua in veste di faraone, conservata al Museo egizio di Torino, dove ricorda come spettasse a lui calmare il faraone quando andava in collera:
Il Paese, inoltre, era ormai debilitato dall'esperienza atoniana sia sotto il profilo interno che nei rapporti internazionali; grave si presentava anche la situazione economica, era inoltre politicamente necessario rompere con il passato regime voluto da Akhenaton e, poco dopo la salita al trono del nuovo sovrano, l'intera corte abbandonò la capitale Akhetaton per spostarsi prima a Menfi e poi a Tebe. Fu così che la cerimonia di incoronazione, già svoltasi ad Akhetaton sotto il patrocinio del dio Aton, venne ripetuta a Karnak, questa volta sotto l'egida di Amon.
In tale quadro di incertezza politico-religiosa, si inquadra, perciò, la produzione, nell'anno 6° di regno, della Stele della restaurazione da intendersi, oltre che come dichiarazione di ritorno agli antichi culti, anche, e specialmente, come azione pubblica, in qualche modo risarcitoria, proprio per il clero di Amon. L'idea di fondo di limitare, tuttavia, il potere di Amon, e del suo clero, restò al punto che può essere interessante notare che in tutte le iscrizioni di tale periodo in cui compare il nome dei dio Amon, questo non viene mai indicato come Amon-Ra-sonter, ovvero Amon-Ra re di tutti gli dei, ma semplicemente come Amon-Ra; analoga idea, ovvero il tentativo di tenere a bada il potere del clero di Karnak, è interpretabile nella presenza quasi costante di una triade di divinità composta da Amon, Ptah e Ra, questi ultimi dei molto più antichi e importanti, in origine, di Amon che faceva invece parte di un'ogdoade locale.

### Genealogia di Tutankhamon
Negli anni tra il 2007 e il 2009, di pari passo con l'evoluzione scientifica, si è sviluppato il King Tutankhamun Family Project che nel 2010 ha reso noti risultati che hanno rivoluzionato le ipotesi fino ad allora avanzate sulla genealogia del re e sulle possibili cause di morte. Il progetto aveva preso in esame undici mummie (di cui solo tre con attribuzione certa) dalle quali erano stati prelevati campioni ossei per l'estrazione del DNA. Tutte le mummie interessate al progetto, inoltre, furono sottoposte in loco a TAC grazie a un'apparecchiatura mobile.
Un primo accertamento, incentrato sullo stabilire i legami di parentela tra le mummie analizzate, consentì di appurare che:
- le mummie di Yuya (KV46) e Thuya (KV46) erano i bisnonni di Tutankhamon;
- le mummie di Amenhotep III (KV35) e Tiy (The Elder Lady) (KV35EL) erano i nonni di Tutankhamon;
- le mummie di Akhenaton (KV55) e di KV35YL (The Young Lady)[32] erano i genitori di Tutankhamon ed erano entrambi figli sia di Amenhotep III sia di Tiy;
- le mummie dei 2 feti rinvenuti nella Tomba KV62 erano probabilmente le 2 figlie di Tutankhamon e di Ankhesenamon (KV21) (ma su tale legame non vi fu certezza).[33]

### Patologie
Altri accertamenti riguardarono le patologie sofferte e le possibili cause di morte. Per appurare se il corpo di KV55 fosse identificabile per quello di Akhenaton, piuttosto che di Smenkhara, si fece riferimento alla statuaria nota di tale re e a quella di Tutankhamon considerando che i due personaggi presentano entrambi, più apprezzabile in Akhenaton, ma presente sia pur in misura inferiore in Tutankhamon, caratteri di ginecomastia compatibili con apparenza effeminata interpretabile come Sindrome di Marfan. L'esame delle mummie di Tutankhamon e di KV55, in tal senso, vennero rese difficoltose dall'assenza, in entrambi, di un torace verificabile così come scarsamente verificabili si presentarono le ossa del bacino, quasi assenti in Tutankhamon e notevolmente frammentate in KV55. Una ricostruzione di queste ultime eseguita grazie alla TAC, tuttavia, non fornì dati compatibili con tratti femminei. Altro fattore investigato, pure sintomatico della Sindrome di Marfan, fu la presenza di dolicocefalia, ma per entrambe le mummie l'esito fu negativo e anzi, al contrario, furono rilevati caratteri di brachicefalia.
La mancanza di altri segni tipici della Sindrome, in assenza di altre prove desumibili dai resti, escluse con quasi certezza che i due corpi presi in esame ne fossero stati affetti.
Particolare interesse venne posto nell'esame della mummia di Tutankhamon per appurarne eventuali patologie e le possibili cause di morte. Il corpo venne sottoposto anche a radiografie appurando che non esistevano malformazioni o danni traumatici a carico del capo e del tronco mentre esisteva una frattura, non completamente rinsaldata, a carico della gamba sinistra; un esame dei piedi consentì inoltre di appurare che il piede destro presentava caratteristiche compatibili con una possibile deformità attribuibile a equinismo, nonché necrosi di alcuni tessuti che erano mancanti; il piede sinistro, a sua volta, presentava il secondo e terzo dito in abduzione; il secondo dito era, inoltre, più corto poiché mancante della falange media (oligodattilia/ipofalangismo). La diagnosi che ne derivò fu di "necrosi ossea asettica e precoce al secondo e terzo metatarso del piede sinistro" (Malattia di Köhler) di certo ancora in corso all'atto della morte; una tal condizione protrattasi nel tempo, unitamente al piede equino a destra, causava di certo una non corretta distribuzione del peso corporeo, e conseguente difficoltà alla deambulazione, che poteva solo in parte essere corretta dall'uso di un bastone. Tale diagnosi ben si concilierebbe, peraltro, con l'alto numero di bastoni da passeggio (in numero di circa 130) rinvenuti all'interno della KV62, tutti recanti evidenti tracce di usura. La disabilità, inoltre, potrebbe essere confermata anche da alcuni reperti della tomba di Tutankhamon là ove, per l'espletamento di particolari attività da svolgersi tipicamente in piedi, come la caccia, il re viene invece rappresentato seduto.
Ulteriore scoperta derivò dall'esame del DNA plasmodiale che consentì di rilevare che almeno quattro dei personaggi sottoposti agli accertamenti erano stati colpiti da Plasmodium falciparum, responsabile della malaria tropica, una delle forme più gravi della malattia. Non fu tuttavia possibile stabilire l'epoca dell'infezione o se essa fosse causa della morte di qualcuno dei soggetti analizzati anche se, nel caso di Tutankhamon e di Yuya, si presentavano infezioni multiple, da più ceppi del parassita.

### Cause della morte
Sebbene il sarcofago sia rimasto inviolato per oltre 3000 anni, la mummia del faraone si è conservata in pessime condizioni. La causa è stata individuata nell'imperizia degli imbalsamatori, che lavorarono in modo sbrigativo e, in particolare, esagerarono nello spalmare oli sulla salma prima di avvolgerla nelle bende, causando un'azione di lenta autocombustione dei tessuti cutanei. Ulteriori danni furono poi provocati alla salma dai tentativi di estrazione dal sarcofago attuati dal dottor Douglas Derry, collaboratore di Carter, al momento della riscoperta: poiché gli unguenti avevano saldamente incollato il corpo alla cassa, essa fu dapprima esposta a calore intenso usando della paraffina fusa molto calda, utilizzando anche delle lampade, dopodiché Derry, quando il rivestimento di paraffina si raffreddò e consolidò, eseguì varie incisioni per poterlo asportare e sollevare la mummia del faraone.
Il resoconto finale sulle attività cliniche attinenti al re Tutankhamon traccia un quadro complessivo decisamente critico: il re soffriva di piede equino, aveva malformazioni anche al piede sinistro, soffriva di Malattia di Köhler e, benché di giovanissima età, era tuttavia alquanto fragile e necessitava di bastoni per camminare a causa anche delle ossa necrotiche e della frattura alla gamba sinistra; alcuni di tali disturbi, tra loro sommati, potrebbero essere stati responsabili di infiammazioni cumulative e immuno-soppressive in un soggetto, perciò, debilitato e in cui un'infezione malarica potrebbe essere stata fatale. Non è stato perciò possibile formulare una diagnosi univoca della causa di morte, ma solo ipotesi di concause.
Ulteriori indagini svolte da esperti inglesi con l'aiuto di periti legali si sono orientate sulla morte traumatica, basandosi sul fatto che la mummia reale si presenta frammentaria, con lesioni nel lato sinistro e mancante del cuore, che normalmente non veniva asportato, perché era considerato la sede dell'anima. Nel caso di Tutankhamon, trovandosi il cuore a sinistra, potrebbe essere stato così danneggiato che si preferì asportarlo. Il corpo poi presenta lesioni al braccio sinistro, mancanza del bacino sinistro e una frattura esposta nella gamba, che fu riempita di resina durante l'imbalsamazione. Un evento traumatico quindi sembra abbia colpito nella parte sinistra il giovane faraone, causandone la morte. Il fatto che siano rimaste intatte le ossa delle spalle e la testa di Tutankhamon fa pensare a una morte per lesione da schiacciamento, più che una caduta accidentale, quindi sembrano plausibili anche un incidente o una morte in combattimento (le lesioni sono compatibili con l'essere parzialmente travolto da una ruota di carro da guerra).

## Opere pubbliche e monumenti

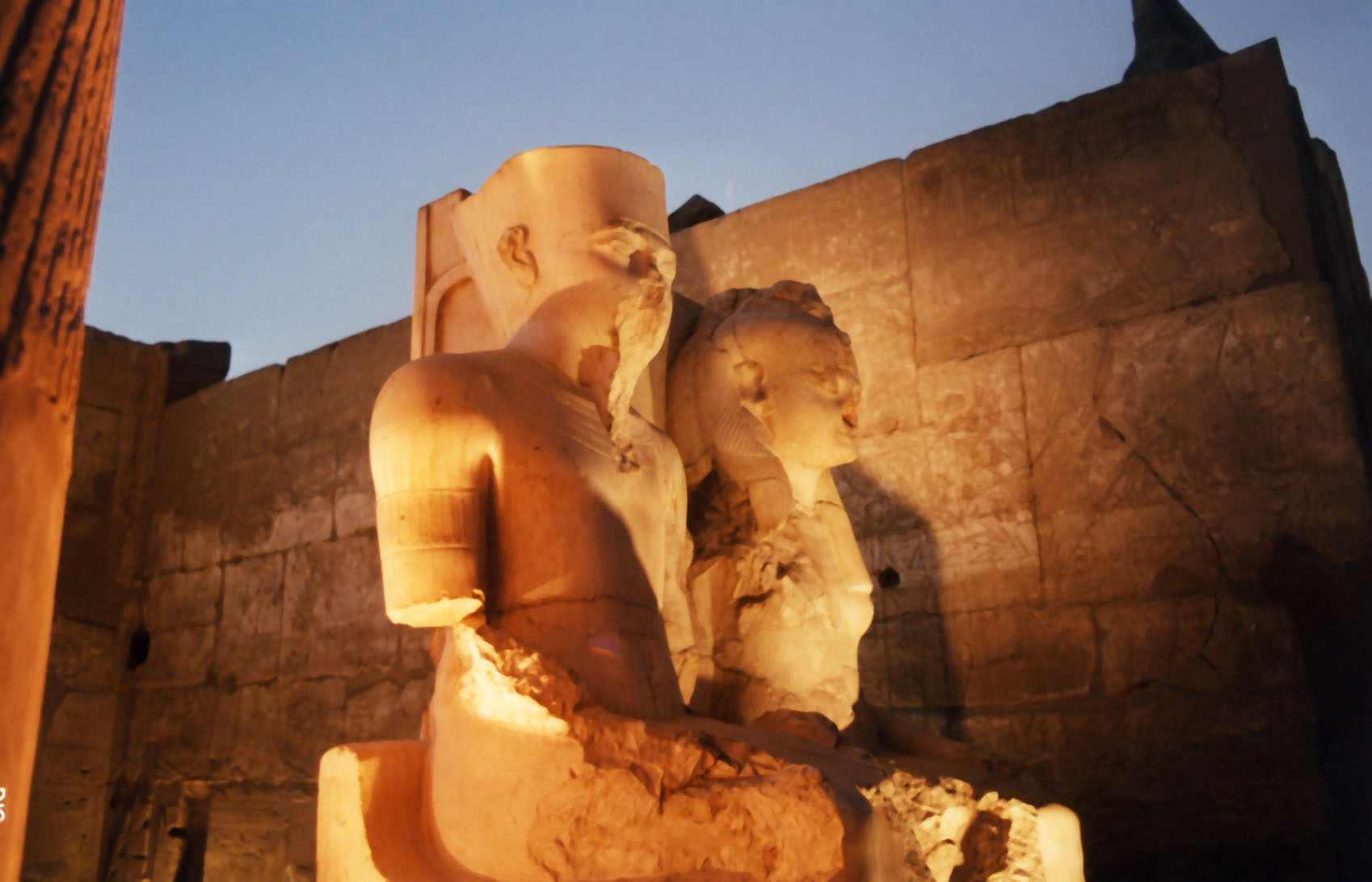
Luxor: Tutankhamon e Ankhesenamon (statua usurpata da Ramses II)

Il regno di Tutankhamon durò relativamente poco e non gli fu possibile perciò sviluppare un programma edilizio complesso. Tutte le rilevanze che possediamo in tal senso provengono dai templi di Karnak e Luxor, per i quali il sovrano commissionò, tra gli altri, monumenti quali la propria statua in posa da offerente in granito nero (oggi al British Museum) o un'altra statua di sé nelle sembianze di Amon (oggi al Metropolitan Museum of Art di New York).
La "restaurazione" del potere di Amon e del suo clero venne infatti celebrata dalla Stele della Restaurazione, mentre i complessi templari di Karnak (l'antica Iput-Waset) furono abbelliti e resi ancor più ricchi, come risulta anche dal testo della stele citata. A Tutankhamon si deve il viale, fiancheggiato da sfingi criocefale, ovvero con il capo d'ariete, che congiunge il recinto templare di Amon (di cui l'ariete è una rappresentazione) con quello della sua sposa divina, Mut.
Il desiderio di rendere omaggio al dio spodestato dal suo predecessore, portò alla restaurazione dell'antica Festa di Opet, forse la massima festa popolare dell'antico Egitto, interrotta durante il periodo dell'eresia amarniana, nel corso della quale, onde ricreare la necessaria trinità alla base della religione egizia in genere, il dio Amon e la dea Mut concepivano annualmente il divino figlio Montu il cui recinto templare si trova poco discosto da quello dei genitori.
Un monumento, rappresentante Tutankhamon e la grande sposa reale Ankhesenamon assisi, si trova nel complesso templare di Luxor e venne però usurpato da Ramses II (XIX Dinastia), che fece sostituire i cartigli dei due sposi con quello suo e della regina Nefertari.

## Tomba KV62
Sì, cose meravigliose!»

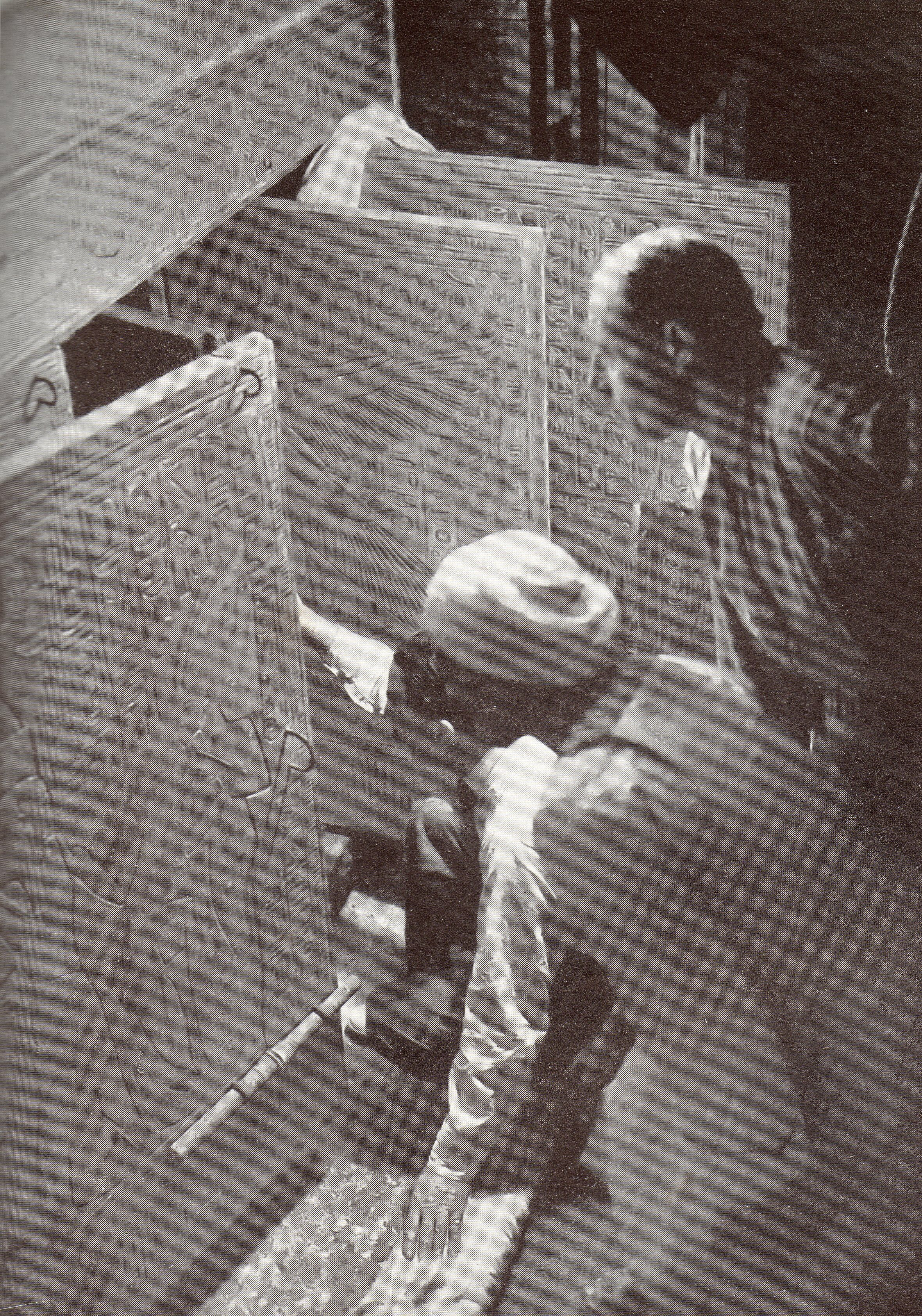
Howard Carter, Arthur Callender e un lavorante egiziano nella camera funeraria, guardano dalle porte aperte della quarta cappella il sarcofago in quarzite. Harry Burton, 1924.

(Dialogo tra Howard Carter e Lord Carnarvon che segnò la prima visione della Camera Funeraria della KV62. Da Howard Carter (ed. 1973), Tutankhamon, Garzanti, Milano, p. 59)
La tomba di Tutankhamon reca la catalogazione KV62 a indicare che fu la sessantaduesima scoperta nella Valle dei Re. La scoperta del primo gradino dei sedici della scala che avrebbe portato alla tomba vera e propria risale al 4 novembre 1922 per opera di una missione finanziata da George Herbert, V conte di Carnarvon, capeggiata da Howard Carter. Trattandosi di una tomba pressoché intatta, le operazioni di scavo e svuotamento dei locali si svolsero scientificamente e lentamente tanto che terminarono il 10 novembre 1930.
La tomba si dimostrò essere la più piccola della Valle dei Re, ma anche la più ricca di corredo funebre, e la sua salvaguardia, nel corso dei millenni, si deve al fatto che si trovava a un livello inferiore rispetto alla tomba KV9 di Ramses VI che aveva regnato oltre 200 anni dopo Tutankhamon; gli operai che, in antichità, avevano proceduto alla realizzazione della tomba successiva avevano infatti costruito le proprie capanne di ricovero sopra l'ingresso della KV62 il che, evidentemente, dimostrava che, già all'epoca, della tomba preesistente si erano perse le tracce.
La mummia del re venne catalogata da Carter con il numero 256 e tutti gli oggetti su tale corpo rinvenuti, in numero di circa 150, vennero catalogati di conseguenza con lettere dell'alfabeto.
Alle due piccole mummie dei feti femminili, verosimilmente le figlie di Tutankhamon e della regina Ankhesenamon, pure rinvenute nella medesima tomba, Carter assegnò i numeri di catalogazione 317a(2) e 317b(2).
Nel 2015 l'egittologo inglese Nicholas Reeves, nel corso di operazioni di fotografia ad altissima risoluzione dei locali della tomba di Tutankhamon, ipotizzò che potessero esistere altri locali celati dietro i dipinti della Camera Funeraria e che questi potessero essere, di fatto, la sepoltura di Nefertiti; il 17 marzo 2016 il ministro delle antichità al Cairo, Mamdouh al Damati, ha annunciato che, da esami eseguiti con apposite apparecchiature geo radar, in grado di rilevare spazi vuoti oltre una parete, con il 90% di probabilità, potrebbero effettivamente esistere altre due camere non ancora scoperte.

## Superstizione
Con la scoperta della tomba, Lord Carnarvon stipulò un contratto di esclusiva, di tutte le notizie a essa attinenti, con il quotidiano The Times di Londra. Se da un punto di vista economico questo fu un ottimo affare per rientrare, almeno in parte, delle ingenti spese già sostenute e da sostenere per le operazioni di scavo della tomba, non lo fu sotto il profilo prettamente politico giacché escludeva da ogni informazione non solo la stampa internazionale, ma anche quella locale e, addirittura, lo stesso Governo egiziano. Il Daily Mail, principale antagonista del Times, nominò suo corrispondente locale Arthur Weigall, egittologo e principale antagonista, a sua volta, di Carter.. La decisione, inoltre, diede ulteriori elementi al partito Nazionalista egiziano che scatenò una campagna non solo contro il Governo in carica, ma anche, e specialmente, contro il colonialismo britannico e straniero più in generale.
Un'ulteriore diatriba si scatenò, inoltre, tra Pierre Lacau, successore di Gaston Maspero quale Direttore Generale del Servizio delle Antichità Egizie e lo stesso Carter. e, nel febbraio 1924, contestualmente al sollevamento del coperchio del sarcofago di granito, in occasione di una visita programmata agli scavi da parte delle famiglie degli archeologi in essi coinvolte, il neoeletto Ministro dei Lavori Pubblici del partito Nazionalista, Morcos Bey Hanna, fece bloccare l’accesso alla tomba dalla polizia. Carter, per protesta, chiuse la tomba, abbandonò gli scavi lasciando il coperchio di granito del sarcofago precariamente sospeso a funi, e si recò negli Stati Uniti per un ciclo di conferenze.
In tale quadro di incertezza, e fin dall'immediatezza della scoperta, i corrispondenti locali delle case editrici dei quotidiani tagliati fuori dalla possibilità di portare a conoscenza i propri lettori di notizie inerenti alla scoperta, vennero pressati perché fornissero informazioni e non esitarono a scrivere articoli basati talvolta su indiscrezioni o completamente falsi. A quest’ultimo tipo di notizie, giacché una tale iscrizione non esiste nella tomba KV62, si deve quella, successivamente alla morte di Lord Carnarvon, del ritrovamento di un testo sulla porta del secondo sacrario, vicino all'immagine di una dea alata, che avrebbe recitato La morte verrà su agili ali per colui che profanerà la tomba del Faraone. Un altro cronista riportò le parole di un negromante, sedicente archeologo, che avrebbe dichiarato il ritrovamento, in realtà mai avvenuto, di una stele recante il testo: Siano disseccate le mani alzate contro di me. Altri articoli di stampa dello stesso tenore fecero nascere la superstizione della maledizione del faraone che, perciò, archeologicamente, non trova alcun riscontro.

## Liste reali
| Ka-nekhet tut mesut           | Rathotis | 9 | Rathos | 6 |
| Nibhurrereya o Bibkhururyaash |          |   |        |   |

## Titolatura
| G5 |

| G5 |

| E1 · D44 | t | G43 | t | F31 | s | t | G43 | Z2 |

| E1 · D44 | t | G43 | t | F31 | s | t | G43 | Z2 |

| E1 · D44 | t | G43 | t | F31 | s | t | G43 | Z2 |

| E1 · D44 | t | G43 | t | F31 | s | t | G43 | Z2 |

| G5 |

| G5 |

| E1 · D44 | t | G43 | t | F31 | s | t | G43 | Z2 |

| E1 · D44 | t | G43 | t | F31 | s | t | G43 | Z2 |

| E1 · D44 | t | G43 | t | F31 | s | t | G43 | Z2 |

| E1 · D44 | t | G43 | t | F31 | s | t | G43 | Z2 |

| G16 |

| G16 |

| nfr | O4 · p | G43 | M40 | Z3 | s | W11 · r | V28 | D36 · N17 · N17 | N21 · N21 |

| nfr | O4 · p | G43 | M40 | Z3 | s | W11 · r | V28 | D36 · N17 · N17 | N21 · N21 |

| nfr | O4 · p | G43 | M40 | Z3 | s | W11 · r | V28 | D36 · N17 · N17 | N21 · N21 |

| nfr | O4 · p | G43 | M40 | Z3 | s | W11 · r | V28 | D36 · N17 · N17 | N21 · N21 |

| G16 |

| G16 |

| nfr | O4 · p | G43 | M40 | Z3 | s | W11 · r | V28 | D36 · N17 · N17 | N21 · N21 |

| nfr | O4 · p | G43 | M40 | Z3 | s | W11 · r | V28 | D36 · N17 · N17 | N21 · N21 |

| nfr | O4 · p | G43 | M40 | Z3 | s | W11 · r | V28 | D36 · N17 · N17 | N21 · N21 |

| nfr | O4 · p | G43 | M40 | Z3 | s | W11 · r | V28 | D36 · N17 · N17 | N21 · N21 |

| G8 |

| G8 |

| U39 | N28 · Z2 | O34 | R4 · t · p | R8A |

| U39 | N28 · Z2 | O34 | R4 · t · p | R8A |

| U39 | N28 · Z2 | O34 | R4 · t · p | R8A |

| U39 | N28 · Z2 | O34 | R4 · t · p | R8A |

| G8 |

| G8 |

| U39 | N28 · Z2 | O34 | R4 · t · p | R8A |

| U39 | N28 · Z2 | O34 | R4 · t · p | R8A |

| U39 | N28 · Z2 | O34 | R4 · t · p | R8A |

| U39 | N28 · Z2 | O34 | R4 · t · p | R8A |

| M23 | L2 |

| M23 | L2 |

| N5 | L1 | Z2 · nb |

| N5 | L1 | Z2 · nb |

| N5 | L1 | Z2 · nb |

| N5 | L1 | Z2 · nb |

| M23 | L2 |

| M23 | L2 |

| N5 | L1 | Z2 · nb |

| N5 | L1 | Z2 · nb |

| N5 | L1 | Z2 · nb |

| N5 | L1 | Z2 · nb |

| G39 | N5 |

| G39 | N5 |

| i | mn · n | t | G43 | t | S34 |

| i | mn · n | t | G43 | t | S34 |

| i | mn · n | t | G43 | t | S34 |

| i | mn · n | t | G43 | t | S34 |

| G39 | N5 |

| G39 | N5 |

| i | mn · n | t | G43 | t | S34 |

| i | mn · n | t | G43 | t | S34 |

| i | mn · n | t | G43 | t | S34 |

| i | mn · n | t | G43 | t | S34 |

| G5 |

| G5 |

| E1 · D44 | t | G43 | t | F31 | s | t | G43 | Z2 |

| E1 · D44 | t | G43 | t | F31 | s | t | G43 | Z2 |

| E1 · D44 | t | G43 | t | F31 | s | t | G43 | Z2 |

| E1 · D44 | t | G43 | t | F31 | s | t | G43 | Z2 |

| G5 |

| G5 |

| E1 · D44 | t | G43 | t | F31 | s | t | G43 | Z2 |

| E1 · D44 | t | G43 | t | F31 | s | t | G43 | Z2 |

| E1 · D44 | t | G43 | t | F31 | s | t | G43 | Z2 |

| E1 · D44 | t | G43 | t | F31 | s | t | G43 | Z2 |

| G16 |

| G16 |

| nfr | O4 · p | G43 | M40 | Z3 | s | W11 · r | V28 | D36 · N17 · N17 | N21 · N21 |

| nfr | O4 · p | G43 | M40 | Z3 | s | W11 · r | V28 | D36 · N17 · N17 | N21 · N21 |

| nfr | O4 · p | G43 | M40 | Z3 | s | W11 · r | V28 | D36 · N17 · N17 | N21 · N21 |

| nfr | O4 · p | G43 | M40 | Z3 | s | W11 · r | V28 | D36 · N17 · N17 | N21 · N21 |

| G16 |

| G16 |

| nfr | O4 · p | G43 | M40 | Z3 | s | W11 · r | V28 | D36 · N17 · N17 | N21 · N21 |

| nfr | O4 · p | G43 | M40 | Z3 | s | W11 · r | V28 | D36 · N17 · N17 | N21 · N21 |

| nfr | O4 · p | G43 | M40 | Z3 | s | W11 · r | V28 | D36 · N17 · N17 | N21 · N21 |

| nfr | O4 · p | G43 | M40 | Z3 | s | W11 · r | V28 | D36 · N17 · N17 | N21 · N21 |

| G8 |

| G8 |

| U39 | N28 · Z2 | O34 | R4 · t · p | R8A |

| U39 | N28 · Z2 | O34 | R4 · t · p | R8A |

| U39 | N28 · Z2 | O34 | R4 · t · p | R8A |

| U39 | N28 · Z2 | O34 | R4 · t · p | R8A |

| G8 |

| G8 |

| U39 | N28 · Z2 | O34 | R4 · t · p | R8A |

| U39 | N28 · Z2 | O34 | R4 · t · p | R8A |

| U39 | N28 · Z2 | O34 | R4 · t · p | R8A |

| U39 | N28 · Z2 | O34 | R4 · t · p | R8A |

| M23 | L2 |

| M23 | L2 |

| N5 | L1 | Z2 · nb |

| N5 | L1 | Z2 · nb |

| N5 | L1 | Z2 · nb |

| N5 | L1 | Z2 · nb |

| M23 | L2 |

| M23 | L2 |

| N5 | L1 | Z2 · nb |

| N5 | L1 | Z2 · nb |

| N5 | L1 | Z2 · nb |

| N5 | L1 | Z2 · nb |

| G39 | N5 |

| G39 | N5 |

| i | mn · n | t | G43 | t | S34 |

| i | mn · n | t | G43 | t | S34 |

| i | mn · n | t | G43 | t | S34 |

| i | mn · n | t | G43 | t | S34 |

| G39 | N5 |

| G39 | N5 |

| i | mn · n | t | G43 | t | S34 |

| i | mn · n | t | G43 | t | S34 |

| i | mn · n | t | G43 | t | S34 |

| i | mn · n | t | G43 | t | S34 |

Il nomen originale, assimilabile al nostro nome di battesimo, che veniva assegnato alla nascita a differenza degli altri elementi della titolatura che venivano acquisiti al momento di salire al trono, era
| i | t · n · N5 | t | G43 | t | S34 | n · Aa1 |

| i | t · n · N5 | t | G43 | t | S34 | n · Aa1 |

| i | t · n · N5 | t | G43 | t | S34 | n · Aa1 |

| i | t · n · N5 | t | G43 | t | S34 | n · Aa1 |

twt ˁnḫ Jtn - Tutankhaton (Immagine vivente di Aton)
La titolatura completa riferita al dio Amon era perciò così interpretabile:
Nome di Horus (racchiuso nel serekh): Toro possente, colui che è l'immagine di Amon
Le Due Signore (neb-ty): Perfetto nelle leggi, che pacifica le Due Terre
Horus d'Oro: Che indossa le corone e soddisfa gli Dei
Re dell'Alto e Basso Egitto [Prenome racchiuso in cartiglio]: Neb-Kheperu-Ra (Signore delle forme è Ra)
Figlio di Ra [Nome racchiuso in cartiglio]: Tut-Ankh-Amon (Immagine vivente di Amon), Signore nella On del Sud.

### Trascrizioni del nome
L'Antico egiziano non prevedeva l'uso di vocali. Le trascrizioni moderne, perciò, risentono dell'inserimento -per comodità di pronuncia- di vocali arbitrarie talché, a seconda della lingua moderna, si ottengono differenti interpretazioni degli antichi vocaboli.

#### Lingue moderne
- Tutankhamun
- Tutankhaton
- Tutankhaten
- Tutankhimen
- Tutankhamen
- Tutankhamon
- Tutankamen
- Tutankaton

#### In altre lingue antiche
Nelle Gesta di Shuppiluliumash narrate da suo figlio Mursilis II scritte in caratteri cuneiformi, dell'archivio Hittita di Boğazkale, tav. VII, KBO2003, è forse identificabile con:
- Bibkhururyaash con verosimile riferimento al prenome Neb-Kheperu-Ra

## Influenza nella cultura di massa

### Letteratura e Teatro
- Tutankhamon è uno dei personaggi principali di Akhnaton, un dramma di Agatha Christie pubblicato nel 1973.
- Tutankhamon è anche uno dei personaggi principali della serie letteraria Le indagini del principe Meren alla corte di Tutankhamon, una serie di sei romanzi scritti dall'autrice statunitense Lynda S. Robinson e pubblicati tra il 1994 e il 2001 negli Stati Uniti, e tra il 2002 e il 2006 in Italia.

### Musica
- Il faraone egiziano è citato nel brano Tutanc'mon, presentato da Giuditta Meawad al 58º Zecchino d'Oro.

### Serie TV e animazione
- Tutankhamon è citato numerose volte nella serie televisiva Anubis, andata in onda tra il 2011 e il 2013, ed è un personaggio fondamentale in quanto le prime due serie ruotano attorno a leggende e storie che lo riguardano.
- Tut - Il destino di un faraone (Tut), miniserie televisiva statunitense-canadese del 2015 diretta da David Von Ancken, è liberamente basata sulla biografia del faraone egizio, interpretato da adulto da Avan Jogia.
- Tutankhamun, miniserie televisiva britannica del 2016 diretta da Peter Webber, è liberamente basata sulla scoperta del corpo del faraone egizio da parte dell'archeologo britannico Howard Carter, interpretato da Max Irons.
- Re Tut, supercriminale della serie televisiva Batman, si ispira a Tutankhamon.
- Tutankhamon viene citato nella serie animata Papyrus e i misteri del Nilo come padre biologico del protagonista, che non ha mai conosciuto.

### Videogiochi
- Nel videogioco Assassin's Creed: Origins è presente un DLC dal titolo La Maledizione dei Faraoni, nel quale Tutankhamon è uno dei boss da affrontare.

### Annotazioni
1. ↑  Il cartiglio più frequentemente pubblicato e noto, in relazione a Tutankhamon, è in realtà proprio quello relativo al prenome; l'uso di anteporre la parte teofora del nome in posizione onorifica comporta che gli elementi geroglifici di tale cartiglio siano in realtà riportati come Ra-Kheperu-Neb e ciò rammentando che sia Ra sia Kheper erano divinità del pantheon egiziano.
2. ↑  Considerando nella sequenza anche l’effimero re Smenkhara, immediato successore di Akhenaton, il cui regno sarebbe durato forse meno di un anno.
3. ↑  Il prenome, preceduto dal titolo Nesu-bity, letteralmente Colui che regna sul giunco e sull'ape, con riferimento ai simboli del Basso e dell'Alto Egitto, o Neb-tawy, Signore delle due Terre", veniva imposto, o scelto, all'atto dell'incoronazione (ed è infatti talvolta indicato come Nome di incoronazione). Era trascritto, così come il Sa-Ra, ovvero il nome proprio del re, all'interno di un cartiglio (shenu nell'antica lingua egizia) ed era con tale nome che il re era noto al suo popolo giacché il Sa-Ra, corrispondente impropriamente al nostro "nome di battesimo", era il nome più familiare riservato a una cerchia ristretta di persone dell'entourage familiare o amicale.
4. ↑  Dall’egiziano ta-hemet-nesu ovvero, semplicemente, moglie del re. Altri studi porterebbero alla traslitterazione come Sa-kha-mu-un, che foneticamente potrebbe ricordare Ankhesenamon.
5. ↑  Nel 1907 in Turchia, nella località di Bogazkhöi (l’antica Hattusha, capitale dell’Impero Hittita), venne rinvenuto l’archivio di tavolette d’argilla di quella nazione. La tav. VII, KBO2003, contiene la storia (e non quindi la lettera) della richiesta al re Hittita, da parte di una non meglio indicata Regina vedova egizia, di un figlio da rendere re dell’Egitto. Il dibattito accademico prosegue ancora oggi se la Regina vedova sia da individuarsi in Nefertiti, alla morte di Akhenaton, o in Ankhesenamon, alla morte di Tutankhamon. Vengono indicati, in tal senso, i nomi in traslitterazione hittita di due re egiziani giacché l’autrice si dichiara figlia di Niphuria e vedova di Bibkhururyaash. Con il primo, Niphuria, per assonanza, sarebbe stato indicato Akhenaton, il cui prenome era Nefer-Kheperu-Ra; il secondo, Bibkhururyaash, sarebbe la trascrizione in cuneiforme del prenome Neb-Kheperu-Ra di Tutankhamon.
6. ↑  Si ritiene che il primo passo verso l'allontanamento dalla religione atoniana sia stato perciò di valenza prettamente politica, con l'abbandono della capitale voluta da Akhenaton e il ritorno a una delle capitali più storicamente famose delle Due Terre.
7. ↑  Iput-Weset, ovvero Il più venerato dei luoghi
8. ↑  Gli archeologi dell'Egyptian Exploration Society, citati da Franco Cimmino, 1993, p. 55, ipotizzano una coreggenza di due anni tra Akhenaton e Smenkhara, e che la Coronation Hall, la Sala dell'Incoronazione, del Palazzo nord di Akhetaton, sia stata realizzata proprio in occasione dell'incoronazione di quest'ultimo. Unico indizio di coreggenza è, tuttavia, solo il coperchio di una scatola in legno (Museo del Cairo, Cat. Gen. n. 381) in cui i nomi dei due sovrani sono affiancati e viene citata Merytaton, prima figlia e probabilmente moglie di Smenkhara. Un'iscrizione in ieratico dalla tomba del sacerdote Pa-Ra, citata da Alan Gardiner (1913), in A topographical Catalogue of the Private Tomb of Thebes, p. 139, riporta l'indicazione dell'anno 3º, mese 3º della stagione di Akhet di Smenkhara, senza menzionare Akhenaton il che fa supporre che lo stesso Smenkhara regnasse da solo. Un vaso di miele, rinvenuto ad Akhetaton, reca indicazioni che possono essere interpretate come sintomatiche della morte di Smenkhara dopo pochissimo tempo da quella di Akhenaton. In un caso, l'etichetta di un'anfora di vino reca l'indicazione dell'anno 1º di un non meglio precisato re, verosimilmente Tutankhamon, indicando Smenkhara come giustificato, ovvero morto.
9. ↑  Negli anni ’60 del ‘900, un’analisi sierologica prese in esame le mummie di Amenhotep III, della regina Tye, di Tutankhamon e di quella presunta di Smenkhara individuata nella tomba KV55. Si appurò, con tale esame, che Smenkhara e Tutankhamon avevano lo stesso gruppo sanguigno A2 MN, che il gruppo della regina era N e che l’unione con Amenhotep avrebbe procreato figli con il gruppo MN. Ma identico sarebbe stato il gruppo anche se la procreazione fosse avvenuta tra Amenhotep III e la figlia Sitamon.
10. ↑  Sintomatico in tal senso, tuttavia, che in tutti testi riguardanti Kiya, questa non venga mai indicata come “Madre del Re” o “Madre del Dio”, epiteti che le sarebbero spettati se madre dell’erede al trono. Il personaggio "Kiya", verosimilmente in auge, secondo Reeves (1981), tra il 7º e l'11º anno di regno di Akhenaton, scompare inoltre dalle iscrizioni dopo l'anno 11° di regno e il suo nome, abraso, viene sovrascritto con il nome di Merytaton, figlia maggiore di Akhenaton.
11. ↑  Già portatore del flabello alla destra di sua maestà, capo di tutti i cavalli del re, primo degli scribi di sua maestà, padre del Dio, sotto Akhenaton, e poi successore di Tutankhamon.
12. ↑  Successore di Ay.
13. ↑  La politica di Akhenaton aveva, infatti, accentrato nel patrimonio della Corona i possedimenti del dio Amon e, probabilmente, anche quelli di altre divinità, così lasciando il potente clero amoniano in una situazione di scarso potere che necessitava di una sorta di preteso risarcimento che doveva andare ben oltre quello materiale giacché proprio su quel potere si doveva reggere la nuova situazione politico-economico-religiosa del nuovo corso.
14. ↑  Da tappi di giare da alimenti rinvenute ad Akhetaton, si ritiene che la capitale venne abbandonata verso la fine del 3°, o agli inizi del 4º anno di regno
15. ↑  Tutankhamon dalla KV62; Tuia e Yuya dalla KV46
16. ↑  Mummie sottoposte ad analisi e tracciamento del DNA per il King Tutankhamun Family Project: Tutankhamom; Thuya; Yuya; Smenkhara (?) dalla tomba KV55; Amenhotep III, KV35YL e KV35EL (YL = Young Lady; EL = Elder Lady) dalla tomba KV35; Feto 1 (al 5º mese) e Feto 2 (al 7º/9º mese) figlie di Tutankhamon, dalla KV62; KV21A e KV21B, principesse della XVIII dinastia, dalla tomba KV21. Furono inoltre prese in considerazione anche altre cinque mummie dello stesso periodo storico come campioni di controllo genetico e morfologico.
17. ↑  Vennero rilevati dati completi cromosomici su sette mummie, mentre solo dati parziali per i due feti della KV62, nonché per KV21A e KV21B. Da ciò derivò che gli accertamenti inerenti a tali corpi non sono da considerarsi certi.
18. ↑  Sviluppo del cranio che vede la prevalenza della lunghezza sulla larghezza.
19. ↑  Sviluppo del cranio che vede la prevalenza della larghezza sulla lunghezza.
20. ↑  Arco basso: con angolo di Rocher 132°/valore standard 126°.
21. ↑  Tutankhamon, Yuya, Thuya e TT32O (una delle mummie facenti parte del campione di controllo)
22. ↑  Tale ritrovamento di plasmodium falciparum è, scientificamente, la prova genetica più antica riscontrata in mummie di datazione certa.
23. ↑  Thuya, moglie di Yuya, risultò essere stata colpita da un solo ceppo virale. L'età per l'epoca avanzata dei due, calcolata intorno ai 50 anni, ha fatto supporre che o la malaria possa essere stata causa di morte, o che la lunga esposizione agli agenti patogeni malarici delle popolazioni egizie, potesse aver creato una sorta di immunizzazione naturale, sia pur parziale. Differente potrebbe essere stata la condizione relativa a Tutankhamon.
24. ↑  Nel 1827 l'egittologo inglese John Gardner Wilkinson numerò le tombe già scoperte da 1 a 22 seguendo l'ordine geografico da nord a sud. Da tale data, ovvero dalla KV23 in poi, il numero corrisponde all'ordine di scoperta; di qui il numero 62 assegnato alla sepoltura del faraone fanciullo.
25. ↑  Secondo la numerazione delle scoperte eseguita da Carter, a partire dal 1915, questa reca il numero 433.
26. ↑  Primo oggetto estratto dalla tomba: 27/12/1922 una scatola in legno dipinta
27. ↑  . Furono repertati circa seimila oggetti, oggi tutti al Museo del Cairo. Carter catalogò gli oggetti in 620 gruppi; all'interno di ciascun gruppo gli oggetti recavano lettere alfabetiche, singole o multiple, talvolta affiancate a numeri a indicare ulteriori sottogruppi. Fa eccezione il gruppo 620 a sua volta suddiviso in sottogruppi numerati da 620:1 a 620:123.
28. ↑  L'apertura dei sarcofagi antropomorfi che contenevano la mummia del re incominciò il 13 ottobre 1925 e la mummia venne visionata, per la prima volta, il 28 ottobre del 1925. La prima autopsia abbe inizio l'11 novembre 1925.
29. ↑  Rispettivamente al 5° e 7/9º mese di gravidanza
30. ↑  Le riprese furono eseguite dalla "Factum Arte", società spagnola che sta procedendo alla realizzazione a Luxor, nei pressi della casa di Carter, di una copia esatta della KV62. Per tale attività sono state eseguite riprese fotografiche in scala 1:1 della Camera Sepolcrale, con definizione dell'immagine di 600-800 DPI, nonché scansioni delle superfici decorate a una risoluzione dai 100 ai 700 micron.
31. ↑  Il contratto reca la data del 9 gennaio 1923.
32. ↑  Prima di partire, Carter affisse nella bacheca del Winter Palace Hotel di Luxor, residenza degli archeologi, un avviso in cui avvertiva che, "a causa delle impossibili restrizioni e scortesie poste in essere dal Dipartimento dei Lavori Pubblici… tutti i miei collaboratori si sono rifiutati per protesta di proseguire nella loro attività scientifica all'interno della tomba". A riprova dei sentimenti nazionalisti che serpeggiavano nel Paese, inoltre, successivamente a tali fatti, e all'abbandono di Carter, venne assassinato, in un attacco terroristico, Sir Lee Stack (1868-1924), British Sirdar, ovvero Comandante in Capo, delle forze armate britanniche in Egitto; i disordini che ne seguirono, e il divieto imposto dal governo Britannico, avrebbero impedito a Carter di tornare definitivamente. Nel gennaio 1925, caduto intanto il Governo Nazionalista, Carter verrà autorizzato a rientrare in Egitto e a riprendere, con una nuova concessione assegnata a Lady Almina, vedova di Lord Carnarvon, le operazioni di svuotamento della KV62 questa volta, però, con regole imposte dal Governo locale che prevedevano, tra l’altro, la decadenza dell'esclusiva a suo tempo concessa al Times.
33. ↑  Tra i quali si trovava anche Arthur Conan Doyle, il "padre" di Sherlock Holmes notoriamente attratto dall'occultismo.
34. ↑  Autore ne sarebbe stato proprio Arthur Conan Doyle.
35. ↑  In funzione della tesi preferita, se sia cioè identificabile la regina vedova in Nefertiti o in Ankhesenamon, esiste diatriba su quale possa essere l'identificazione del re egizio citato. Franco Cimmino (1993), in Tutankhamon, Rusconi, pp. 200 e sgg., riporta citazioni da autori internazionali (Heinrich Schafer, H.G. Guterbock, Bédric Hrozny' e altri) che interpretano il testo cuneiforme con Bibkhururyaash con assonanza fonetica al prenome di Tutankhamon, ovvero Neb-Kheperu-Ra. Una differente lettura, pure citata da Cimmino, p. 202, più citata nella letteratura italiana, indica come possibile lettura del testo cuneiforme Piphururia e, in tal caso, l'assonanza potrebbe essere con il nome Naphururia riscontrabile nelle Lettere di Amarna con riferimento però, in tal caso, al predecessore Akhenaton ed al suo prenome Nefer-Kheperu-Ra.

### Fonti
1. ↑  (EN) Rossella Lorenzi, King Tut's Father ID'd in Stone Inscription, su Discovery News, 17 dicembre 2008 (archiviato dall'url originale il 20 dicembre 2008).
2. ↑   Tutankhamen, su oxfordreference.com. URL consultato il 12 giugno 2016.
3. ↑  
 The Egyptian Exhibition at Highclere Castle, su highclerecastle.co.uk. URL consultato il 21 ottobre 2013 (archiviato dall'url originale il 3 settembre 2010).
4. ↑  Zahi A. Hawass, 2004.
5. ↑  Franco Cimmino, 1993, pp. 52-64.
6. ↑  Peter A. Clayton, 2006, pp. 128 e sgg.
7. ↑  Christine el Mahdy, 2000, p. 15.
8. ↑  Walter Federn, 1960.
9. ↑  Mario Liverani, a cura di, Le lettere di el-Amarna, vol. 1 (1998) Lettere dei piccoli Re; vol. 2 (1999) Lettere dei grandi Re, Paideia.
10. ↑  (EN) Manetho's King List, su Phouka.
11. 1 2  Franco Cimmino, 1993, p. 75.
12. ↑  Franco Cimmino, 1993, pp. 75-76.
13. ↑  Franco Cimmino, 1993, p. 80.
14. ↑  Franco Cimmino, 1993, pp. 56-58.
15. ↑  Franco Cimmino, 1993, p. 73.
16. ↑  R.C. Connelly, 1976.
17. ↑  Nicholas Reeves, 1981.
18. 1 2  Franco Cimmino, 1993, p. 71.
19. ↑  Alain-Pierre Zivie, 2009.
20. ↑  Nicholas Reeves, 2001, p. 180.
21. ↑  Franco Cimmino, 1993, p. 78.
22. ↑  Franco Cimmino, 1993, p. 82.
23. ↑  Charlotte Booth, 2011, p. 83.
24. ↑  Christine el Mahdy, 2000, pp. 186-187.
25. ↑  Franco Cimmino, 1993, pp. 89 e 104.
26. ↑  Franco Cimmino, 1993, pp. 89-95.
27. ↑  Franco Cimmino, 1993, p. 102.
28. ↑  Franco Cimmino, 1993, p. 103.
29. 1 2  Tutti i dati che seguono, contenuti in questa sottosezione, ove non specificato diversamente, sono stati ricavati da: Zahi Hawass et al., 2010
30. ↑  Zahi Hawass, 2016.
31. ↑  Zahi Hawass et al., 2010, p. 641.
32. ↑  Elliog G. Smith, 1912, per l'età attestata su 25 anni circa.
33. ↑   Zahi Hawass, Le mummie ci turbano e ci affascinano..., in National Geographic, vol. 26, n. 3, settembre 2010,  pp. 9-26.
34. ↑  Zahi Hawass et al., 2010, pp. 642-644.
35. ↑  Zahi Hawass et al., 2010, p. 643.
36. ↑  Zahi Hawass et al., 2010, pp. 643-645.
37. 1 2  Zahi Hawass et al., 2010, p. 645.
38. ↑  Nicholas Reeves, 2003, pp. 178 e 211.
39. 1 2  Zahi Hawass et al., 2010, p. 646.
40. ↑  Carter, pp. 231-232.
41. ↑  Carter, pp. 231ì7-238.
42. ↑  (EN) Tutankhamon offerente (EA75), su British Museum.
43. ↑  (EN) Excavation journals and diaries made by Howard Carter and Arthur Mace, su Griffith Institute. URL consultato il 28 febbraio 2010.
44. ↑  (EN) Tutankhamun: Anatomy of an Excavation. A. C. Mace's personal diary of the first excavation season in the tomb of Tutankhamun. December 27, 1922 to May 13, 1923, su Griffith Institute. URL consultato il 28 febbraio 2010.
45. ↑  Nicholas Reeves, 2003, pp. 116-119.
46. ↑  Nicholas Reeves, 2003, pp. 123-125.
47. ↑  (EN) The Burial of Nefertiti, su Amarna Royal Tombs Project. URL consultato il 5 dicembre 2016..
48. ↑   Scoperte due stanze segrete nella tomba del faraone Tutankhamon, in La Stampa, 17 marzo 2016.
49. 1 2  Nicholas Reeves, 2003, p. 64.
50. 1 2  Nicholas Reeves, 2003, p. 65.
51. ↑  Nicholas Reeves, 2003, pp. 65-66.
52. ↑  Thomas Hoving, 1979, p. 217.
53. 1 2  Thomas Hoving, 1979, p. 218.
54. ↑  Thomas Hoving, 1979, pp. 217-221.

### Libri
- Charlotte Booth, Tutankhamon. Il ragazzo dietro la maschera, Milano, Mondadori, 2011, ISBN 978-88-04-60943-8.
- Howard Carter, Tutankhamen, traduzione di Maurizio Vitta, Milano, Garzanti, 1991  [1954], ISBN 9788811548539.
- Franco Cimmino, Tutankhamon, Rusconi, 1993.
- (EN) Peter A. Clayton, Chronicle of the Pharaohs. The Reign-by-Reign Record of the Rulers and Dynasties of Ancient Egypt, Thames & Hudson, 2006, ISBN 0-500-28628-0.
- Christine el Mahdy, Tutankhamon, Sperling & Kupfer, 2000, ISBN 88-200-3009-8.
- (EN) Zahi A. Hawass, The golden age of Tutankhamun. Divine might and splendor in the New Kingdom, American Univ in Cairo Press, 2004.
- Thomas Hoving, Tutankhamon, traduzione di Inessa Lucci, Mondadori, 1979, ISBN 9788804393139.
- Ardelio Loppi, Segreto, Roma, Gruppo Albatros, 2019, ISBN 978-88-306-0963-1.
- (EN) Nicholas Reeves, Akhenaten. Egypt's False Prophet, Londra, 2001, ISBN 0-500-05106-2.
- (EN) Nicholas Reeves, The Complete Tutankhamun, Thames & Hudson, 2003, ISBN 0-500-27810-5.
- (EN) Eliot G. Smith, The Royal Mummies, Duckworth Publishers, 2000  [1912],  pp. 40 e 117.
- (FR) Alain-Pierre Zivie, La Tombe de Maia, Mère Nourricière du Roi Toutankhamon et Grande du Harem, collana Les Tombes du Bubasteion à Saqqara, vol. 1, Tolosa, 2009.

### Periodici
- (EN) R.C. Connelly, Serological evidence for the parentage of Tutankhamun and Smenkhkhare, in The Journal of Egyptian Archeology, n. 62, 1976,  pp. 184-186.
- (EN) Walter Federn, Dahamunzu, in Journal of Cuneiform Studies, vol. 14, Johns Hopkins University Baltimora, 1960.
- (EN) Zahi Hawass et al., Ancestry and Pathology in King Tutankhamun's Family (PDF), in The Journal of the American Medical Association, vol. 303, n. 7, 17 febbraio 2010,  pp. 630-647.
- (EN) Zahi Hawass, King Tut’s Family Secrets, in National Geographic Magazine. URL consultato il 21 settembre 2016.
- (EN) Nicholas Reeves, A reappraisal of the Tomb 55 in the Valley of the Kings, in The Journal of Egyptian Archaeology, n. 67, 1981,  pp. 48-55.